# Stéréo paramétrique
La stéréo paramétrique (en anglais : Parametric Stereo ou PS), est une fonctionnalité audio et un type d'objet défini et utilisé dans MPEG-4 Part 3 (MPEG-4 Audio) destiné à renforcer l'efficacité de codage dans les médias stéréo à faible bande passante.
Aujourd'hui, la stéréo paramétrique est optimisée pour un débit allant en moyenne, de 16 à 40 kb/s, et fournit une qualité audio élevée à 24 kb/s.
L'encodeur stéréo paramétrique est un outil destiné à la reproduction artificielle du son stéréo, les données audio sont encodées comme un flux monophonique à l'aide de quelques informations paramétriques additionnelles embarquées dans le flux principal, pour recréer le son stéréo originel. De par sa nature l'encodage stéréo réalisé se rapproche de la prise de son microphonique en Stéréo "Mid/Side" (M/S).

## Combinaisons
Le codec audio : AAC Low Complexity (AAC LC) combiné avec la Reconstruction de Bande Spectrale (SBR) et la stéréo paramétrique ont été définis comme une norme : HE-AAC v2.
Pour assurer une compatibilité ascendante, un décodeur AAC LC (version 1) ne délivrera qu'un son monophonique lorsqu'un flux HE-AAC v2 sera détecté.
La stéréo paramétrique effectue un codage réparti dans le domaine spatial, un peu semblable à ce que la SBR fait dans le domaine des fréquences.

## Technique
Pour obtenir un flux HE-AAC v2 à haut débit, on mixe pendant le temps du traitement du signal principal, en parallèle, le signal stéréo paramétrique, à un débit de 2 à 3 kb/s; le signal « décrivant » le panorama stéréo à reproduire.
Avec un seul canal audio transmis à 24 kb/s, la stéréo paramétrique augmentera sensiblement la qualité de la reproduction, comparativement à un signal stéréo encodée par des moyens conventionnels.
Cette technique n'est vraiment utile que pour les très bas débits (de 16 à 32 kb/s, les meilleures performances se sentiront à 24 kb/s), cependant l'intensité stéréo ne sera jamais parfaitement reproduite, la stéréo paramétrique se limitant, en fait, à recréer l'espace acoustique uniquement.

## Utilisation
La stéréo paramétrique est utilisée dans le cadre de la Radio numérique mondiale (DRM), et dans la diffusion de certaines radios par satellite.